# Denis van Alsloot

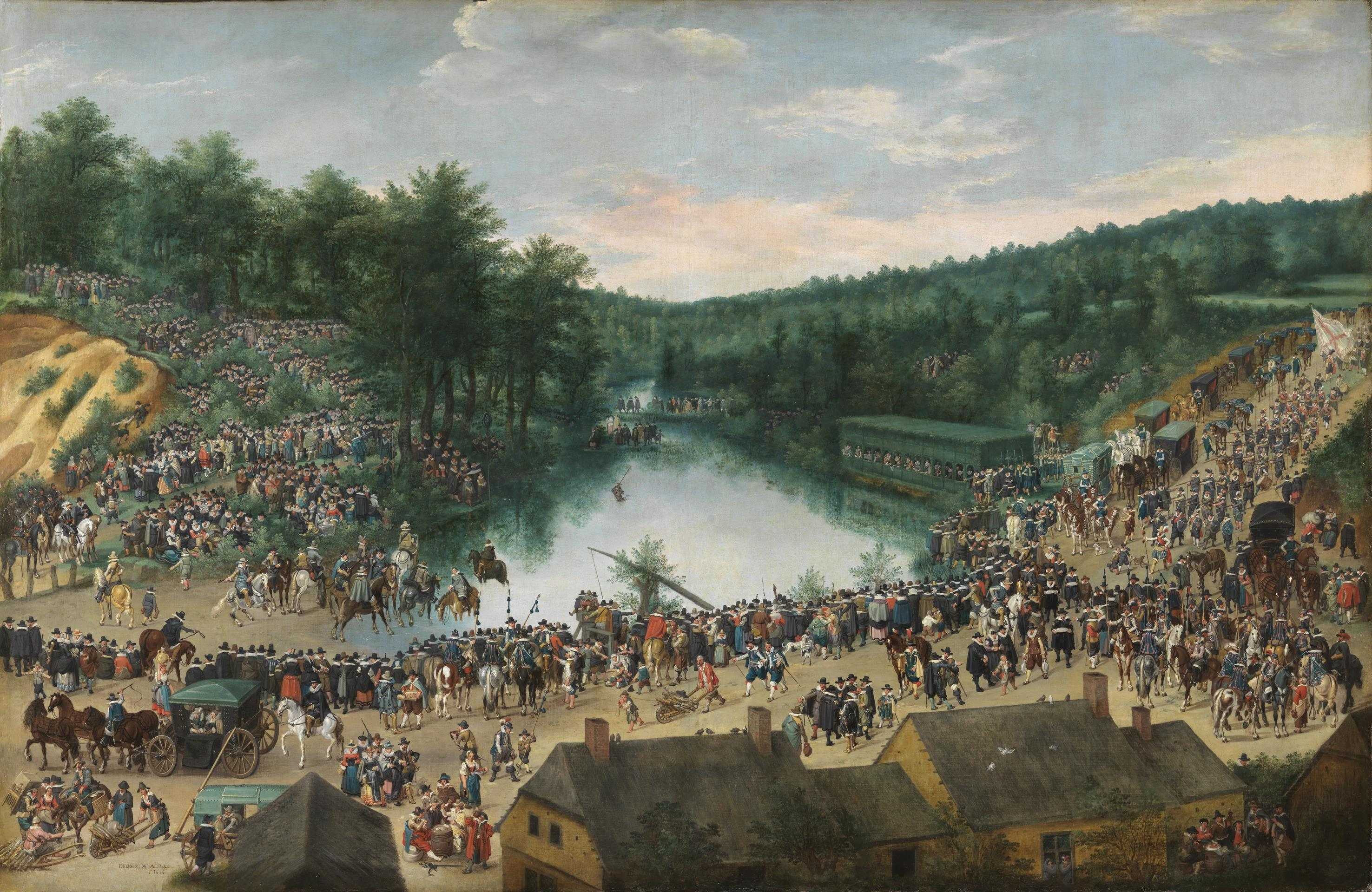
Festa della Madonna dei Boschi (1616), Prado

Denis van Alsloot (Mechelen, 1570 circa – Bruxelles, 27 agosto 1626) è stato un pittore fiammingo.

## Biografia
Si trova menzionato per la prima volta nel 1599, nella gilda dei pittori di Bruxelles, lo stesso anno in cui divenne pittore di corte per i governatori spagnoli, Alberto d'Austria e Isabella d'Asburgo. 
Specialista dei paesaggi, lavorò spesso con Hendrick de Clerck, che gli disegnava le figure umane.

## Citazioni letterarie
Nel suo romanzo di maggior successo Tess dei d'Urberville, Thomas Hardy, descrivendo il verdeggiante paesaggio di fronte al quale si trova Tess, cita il pittore fiammingo, paragonando "il prato verde chiazzato fittamente di vacche" ad una tela di Van Alsloot, "fitta di borghigiani"(p.114)